# St. Simon und Judas (Harsleben)

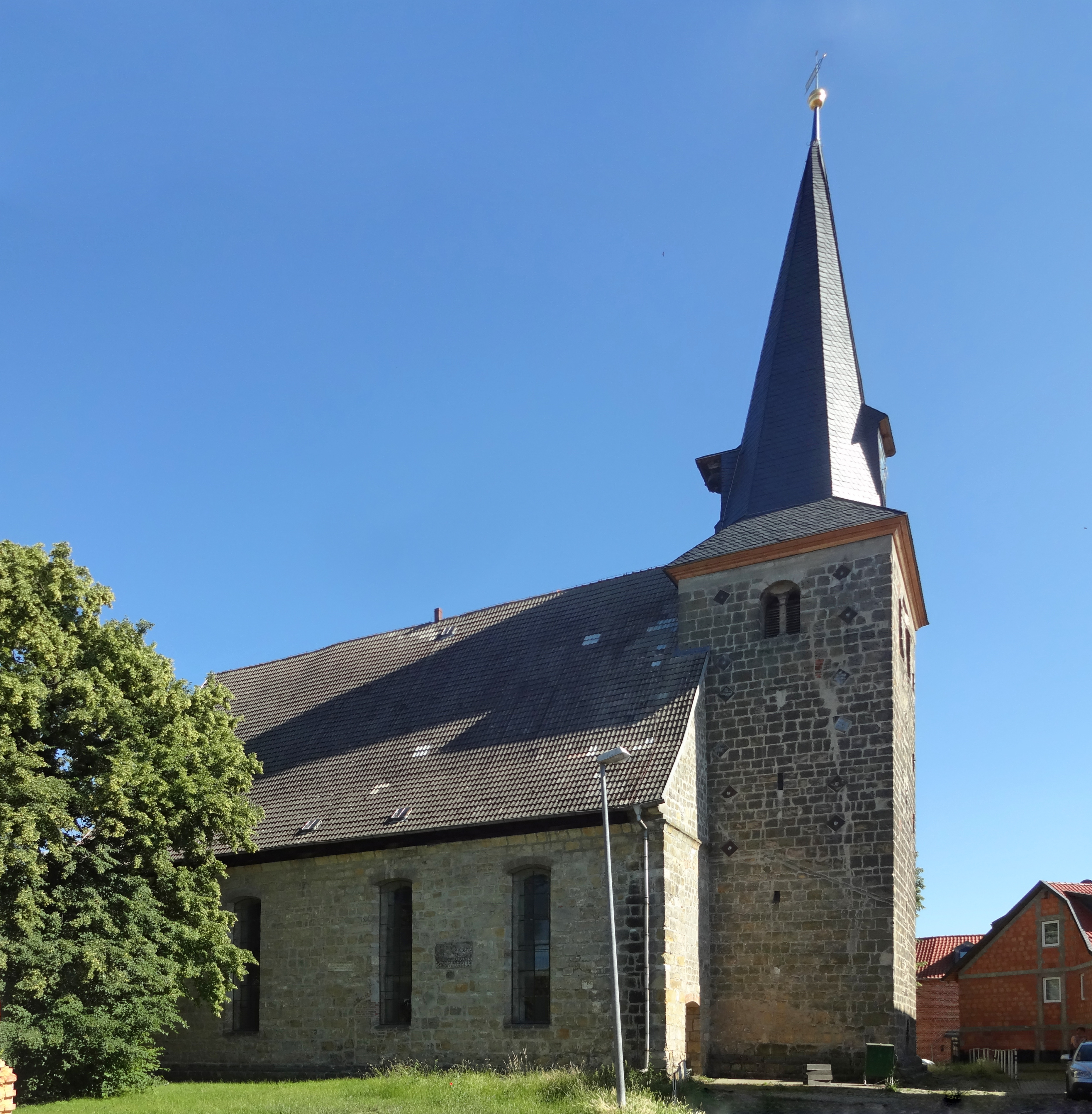
Dorfkirche Harsleben

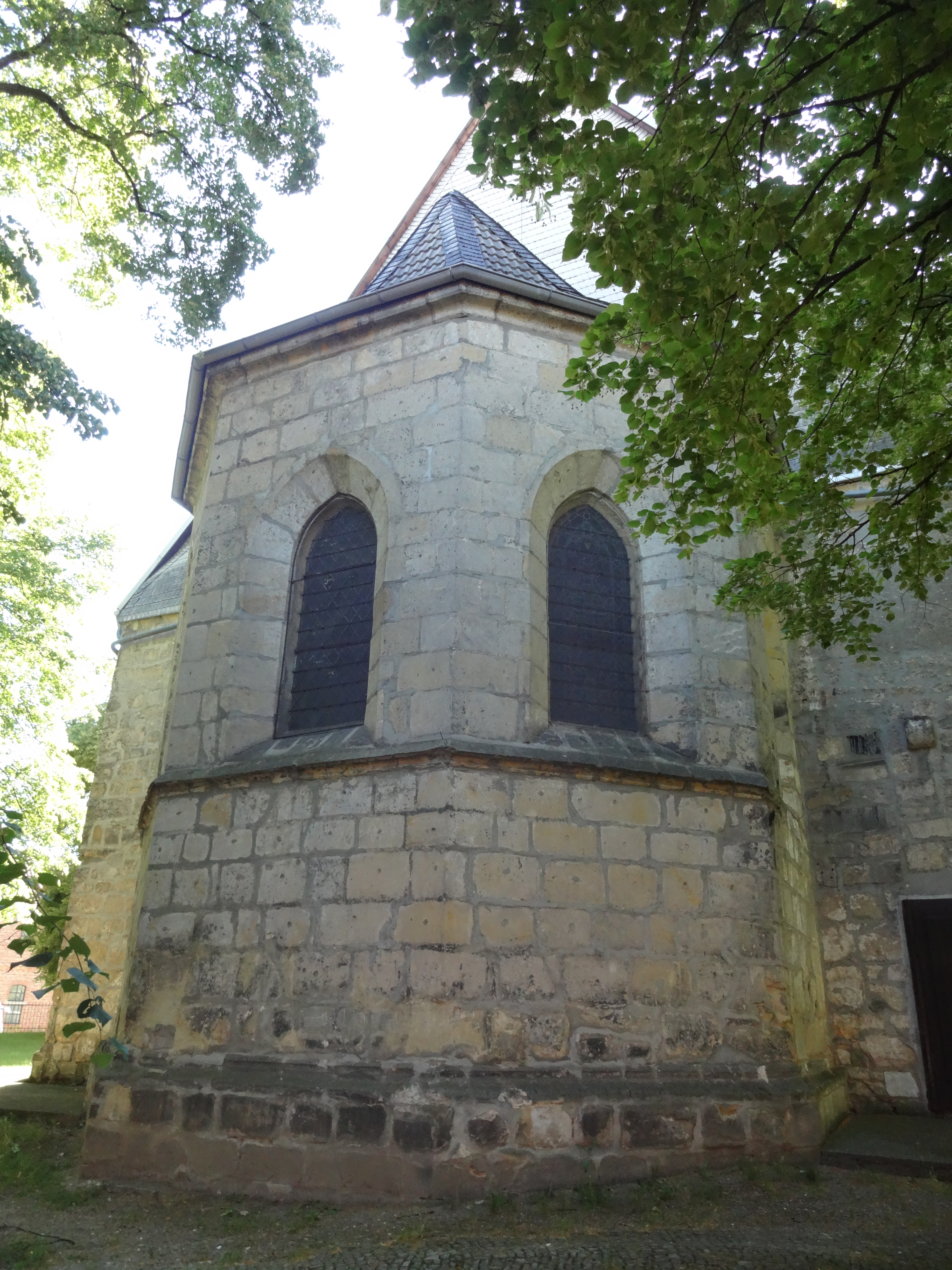
Ansicht von Osten

Die evangelische Dorfkirche St. Simon und Judas ist eine Saalkirche in Harsleben in der Verbandsgemeinde Vorharz im Landkreis Harz in Sachsen-Anhalt. Sie gehört zum Kirchspiel Wegeleben im Kirchenkreis Halberstadt der Evangelischen Kirche in Mitteldeutschland.

## Geschichte und Architektur
Die Kirche ist ein uneinheitlicher Saalbau aus Hausteinquadern, dessen Westturm mit gekuppelten rundbogigen Schallöffnungen über Säulchen mit Würfelkapitellen von einem romanischen Vorgängerbauwerk übernommen wurde. Der Spitzhelm ist jüngeren Datums. Das langgestreckte Schiff wurde im Jahr 1602 erbaut, der Chor endet in einem Fünfachtelschluss. Das Innere wird durch eine wohlgestaltete einfarbige Kassettendecke auf kräftigen Holzstützen abgeschlossen. Im Chor ist ein Kreuzrippengewölbe über Runddiensten auf Konsolen eingezogen. Die hufeisenförmige Empore zeigt an der Brüstung im Westen Gemälde.

## Ausstattung
Die vorreformatorische Altarplatte ist mit einer Vertiefung für eine Reliquie und mit Weihekreuzen versehen. Der Altaraufsatz aus der Zeit um 1690 zeigt einen prächtigen, mehrgeschossigen Aufbau mit gedrehten Säulen und freiplastischen Apostelfiguren; auf den bemalten seitlichen Türen sind Mose und Aaron dargestellt, die mit Intarsien verzierte Kanzel mit der Inschrift Cordt Redding und der Jahreszahl 1601 wurde später anstelle einer geschnitzten Kreuzigungsgruppe eingefügt, welche jetzt an der Westempore angebracht ist.
Ein fein gearbeiteter Taufstein mit der Jahreszahl 1602 wurde vermutlich von Georg Kriebel aus Magdeburg geschaffen. An der polygonalen Wandung sind Reliefmedaillons unter anderem mit der Taufe Jesu zwischen Karyatiden angebracht, auch der pyramidenförmig geformte Deckel ist reich geschmückt mit kleinen Obelisken und die Ecken sind durch Engelsfiguren auf Konsolen betont.
Ein Epitaph für Kaspar Kogel († 1720) und seine Frau († 1736) zeigt ein Doppelbildnis der Verstorbenen in einer breiten geschnitzten Rahmung. Ein weiteres Epitaph mit einem geschnitzten Auferstehungsgemälde in einem geschnitzten Beschlagwerkrahmen stammt aus der zweiten Hälfte des 16. Jahrhunderts. Mehrere Inschriftgrabsteine aus dem 17. und 18. Jahrhundert sowie drei figürliche Grabsteine sind weiter zu erwähnen.
Die Orgel mit reich geschnitztem Prospekt ist das Rückpositiv der Gröninger Orgel, das im Jahr 1838 durch Johann Friedrich Schulze aus der Martinikirche Halberstadt nach Harsleben gebracht und später von einem unbekannten Orgelbauer mit einem neuen zweimanualigen pneumatischen Werk mit etwa 20 Registern versehen wurde. Im Zuge der vorgesehenen Rekonstruktion und Vervollständigung der jetzt in der Martinikirche in Halberstadt befindlichen Gröninger Orgel wird eine Rückführung des Prospekts in diese Kirche angestrebt. Die Harslebener Gemeinde soll stattdessen eine neue Orgel erhalten.